# Castello della Royère
Il castello della Royère è una rocca del XIII secolo situata all'interno della giurisdizione del comune di Estaimpuis, all'interno della provincia dell'Hainaut, Vallonia, Belgio. Grazie alla sua posizione tra il Lys, lo Schelda ed il villaggio di Spiere, il castello godeva di una posizione strategica non ininfluente per la difesa del territorio limitrofo.

## Storia
Il castello della Royère fu costruito nel XIII secolo per volontà di Arnaud d'Audenarde, balivo delle Fiandre che combatté anche nella battaglia di Bouvines. Grazie alla sua posizione strategica il castello svolse un ruolo significativo nella battaglia degli speroni d'oro sotto la guarnigione francese, che, durante lo scontro, venne sconfitta dalle milizie fiamminge provenienti da Lilla, Courtrai e Ypres. Successivamente, durante la guerra dei cent'anni, la rocca fu occupata da dei raubritter.
Con l'arrivo delle prime artiglierie l'importanza del castello diminuì significativamente fino all'abbandono. Il castello di Royère è ora in rovina e nella lista dei beni classificati come patrimonio di Estaimpuis e sta ricevendo le adeguate cure.